# 关广志
关广志（1896年3月4日—1958年1月29日），男，满族，吉林人。中国水彩画家，美术教育家。

## 生平
1896年3月4日（农历1896年1月29日）出生在吉林市郊大蓝旗屯一个贫苦满族家庭。自幼酷爱绘画。中学毕业后考人沈阳美术专科学校，后转赴上海和北京两地从事美术教育工作，曾任燕京大学美术教师。1931年至1934年在英国留学，就读于皇家美术学院，师从铜版画家马尔科姆·奥斯本，是中国较早留英学生之一。他专攻水彩画和铜版画，期间曾赴西欧各国观摩各大博物馆的美术珍藏。归国后历任北平艺术专科学校、燕京大学、华北建筑工程学院、辅仁大学、北京大学等院校教授。
中华人民共和国成立后，历任北京大学工学院、北京建筑工程学校、清华大学教授。1958年1月29日因病在北京协和医院逝世，享年63岁。安葬于西郊福田公墓。

## 影响
关广志一生创作了大量的水彩画和水粉画。代表作《香山琉璃塔》、《北海的五龙亭》、《天坛》、《北海》、《武汉长江大桥》、《兴安岭伐木场》和《三里河清真寺》。